# Soponya

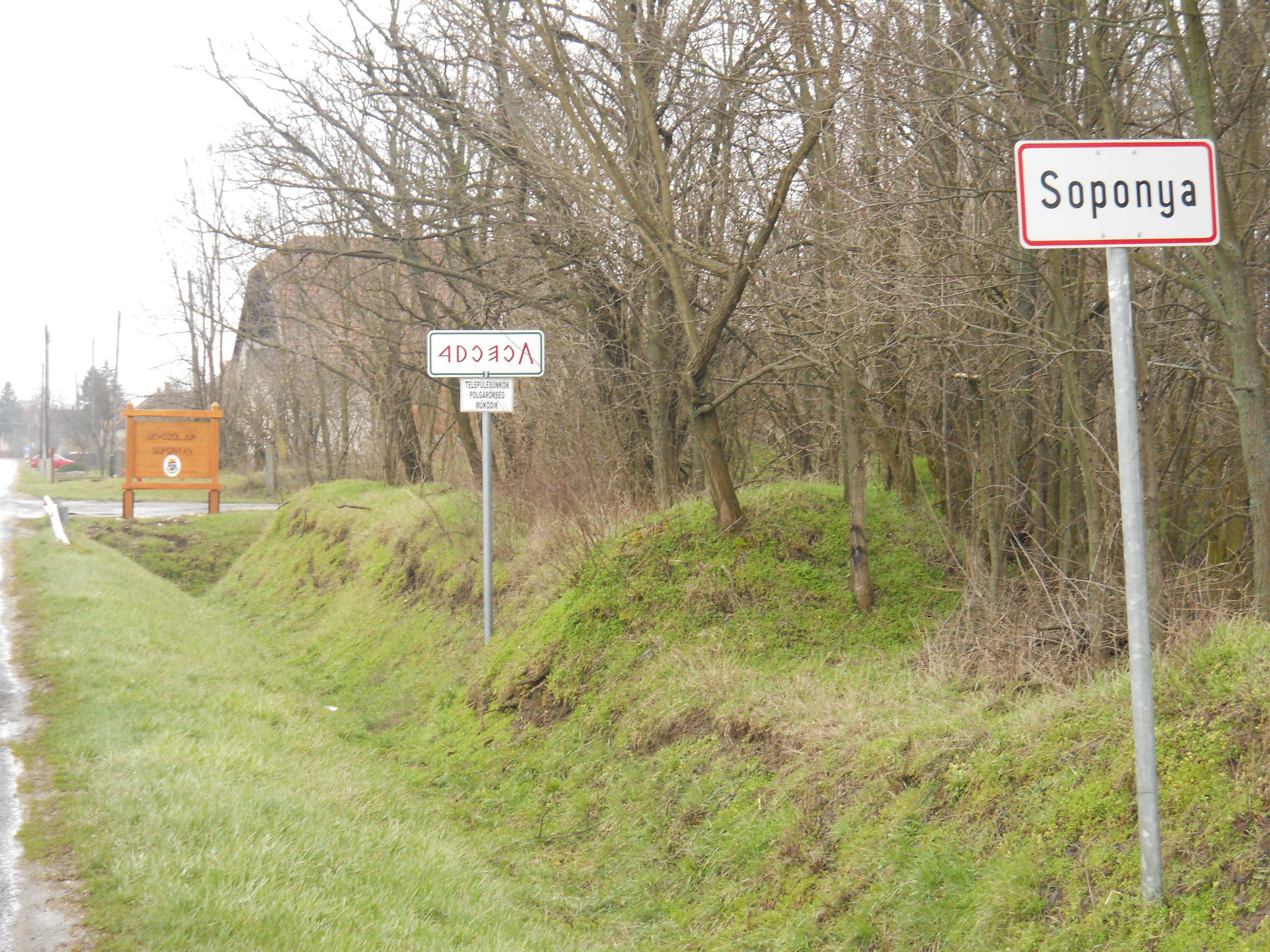
Značka s názvem obce a tabulka s názvem psaným v rovasu

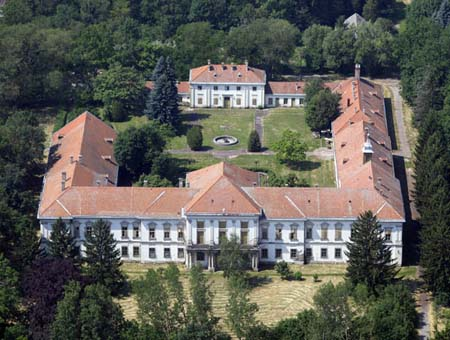
Zámek v Soponyi

Soponya [šopoňa] je velká obec v Maďarsku v župě Fejér, spadající pod okres Székesfehérvár. Nachází se asi 5 km jihovýchodně od Aby a asi 15 km jižně od Székesfehérváru. V roce 2015 zde trvale žilo 1 824 obyvatel. Dle údajů z roku 2011 tvořili 87,2 % obyvatelstva Maďaři, 0,3 % Němci a 0,2 % Rumuni, přičemž 12,8 % obyvatel se ke své národnosti nevyjádřilo.
Soponyou procházejí silnice 6307 a 6331. Sousedními obcemi jsou Csősz, Káloz, Kisláng a Tác, sousedními městy Aba a Polgárdi.
Nachází se zde zámek rodu Zichyů a zoologická zahrada Vadaskert, v níž je chována lesní zvěř. Do roku 2013 byla Soponya součástí již neexistujícího okresu Aba.